# Valentine Friedli
 (juillet 2016).
Pour les articles homonymes, voir Friedli.
Valentine Friedli, née le 6 avril 1929, à Saint-Aubin-Sauges (NE) (originaire de Grabs et de Welschenrohr par alliance) et morte le 10 juillet 2016 à Delémont (JU), est une personnalité politique suisse du canton du Jura, féministe, membre du Parti socialiste et actrice séparatiste de la Question jurassienne.
Connue pour avoir fondée l'Association féminine pour la défense du Jura (AFDJ).

## Biographie
Valentine Annette Friedli est la fille d'Ernest Grässli (1897-86), diplomé de commerce à  St-Gall, employé à la construction de la ligne à haute tension du barrage de Dixence VS à Bassecourt JU (1922-23 FMB/BKW), ouvrier syndicaliste et conseiller communal socialiste à Courtételle et d'Ida Domon (Soulce, 1895-79), cuisinière au buffet de la gare de Reconvilier. Après avoir suivi son école secondaire à Delémont, puis avoir obtenu un diplôme de l'école de commerce, elle travaille comme secrétaire de direction et ménagère.
En décembre 1963, elle participe à la fondation de l'Association féminine pour la défense du Jura (AFDJ). En 1970, elle entre au comité directeur du Rassemblement jurassien, qu'elle quittera en 1990.

### Parcours politique
En 1973, elle rejoint le Conseil de ville de Delémont, où elle siège jusqu'en 1978.

À la suite des résultats favorables pour la création d'une République et Canton du Jura, l'Assemblée constituante jurassienne est créée pour élaborer la Constitution du nouveau canton. Le 21 mars 1976, Valentine Friedli est la seule femme élue à ladite assemblée.

« J’ai l’honneur d’ouvrir la première session de travail de la Constituante. Un seul regret : celui d’être l’unique représentante de la moitié du peuple jurassien dans cette assemblée. »

— Valentine Friedli, Mardi 13 avril 1976, aula du lycée cantonal de Porrentruy
Lors des débats, elle parvient à inscrire l'égalité homme-femme dans la constitution jurassienne et promeut la création du Bureau de la condition féminine (BCF). Les travaux de l'Assemblée constituante se termineront le 6 décembre 1978.
Élue le 19 novembre 1978, Valentine Friedli est députée au Parlement jurassien dès l'entrée en souveraineté du nouveau canton du Jura le 1er janvier 1979. Elle y restera jusqu'au 28 novembre 1983. 
Élue le 23 octobre 1983, elle devient la première femme jurassienne au Conseil national dès le 28 novembre succédant à Gabriel Roy (PCSI). elle ne se représente pas aux élections fédérales de 1987 car son parti n'a pas renouvelé l'accord de 1983 avec le PCSI et sa réélection est donc vouée à l'échec.

### Autres mandats
Elle est également membre d'Amnesty International, de la 'Déclaration de Berne' ONG suisse pour l'aide au développement (auj. 'Public Eye') et de SOS-Asile Jura, association qui soutient les réfugiés et leur vient en aide.
Valentine Friedli décède le 10 juillet 2016 à Delémont,.

## Hommage
Le 6 avril 2019, la ville de Delémont à nommé une « Place Valentine-Friedli » à son nom,.

## Vie privée
Le 9 juin 1951, elle épouse Francis Friedli, technicien-architecte, qui sera directeur d'une entreprise de construction à Delémont que son père, Louis Friedli, entrepreneur, avait lancée en 1925. En mars 1952, elle donne naissance à son premier enfant qui sera l'aîné d'une fratrie de sept. Elle sera par la suite la grand-mère de douze petits-enfants.